# Bâlines
Bâlines település Franciaországban, Eure megyében. Lakosainak száma 545 fő (2022. január 1.). Bâlines Courteilles és Piseux községekkel határos.

## Népesség
A település népességének változása:
| Lakosok száma | 264  | 426  | 421  | 423  | 523  | 559  | 567  | 550  | 541  | 545  |
|               | 1968 | 1982 | 1990 | 2006 | 2013 | 2015 | 2017 | 2019 | 2020 | 2022 |